# Constituição brasileira de 1891
A Constituição da República dos Estados Unidos do Brasil de 1891 foi a segunda constituição do país e primeira do período republicano, marcando a transição da monarquia para a república. A forma de governo passa a ser a República Federativa, constituída por vinte estados (antes chamados de províncias), mais o distrito federal (a cidade do Rio de Janeiro).

## Elaboração
No início de 1889 iniciaram-se as discussões para a elaboração da nova constituição, que seria a primeira constituição republicana e que vigoraria durante toda a Primeira República. Após um ano de negociações com os poderes que realmente comandavam o Brasil, a promulgação da constituição brasileira de 1891 aconteceu em 24 de fevereiro de 1891. Os principais autores da constituição da Primeira República foram Prudente de Morais e Ruy Barbosa. Esta constituição vigorou durante toda a República Velha e sofreu apenas uma alteração em 1926.
A constituição de 1891 foi fortemente inspirada na Constituição da República Argentina, na constituição dos Estados Unidos da América e na Constituição Federal da Suíça, fortemente descentralizadora dos poderes, dando grande autonomia aos municípios e às antigas províncias, que passaram a ser chamadas de "estados", cujos chefes do Poder Executivo eram os "presidentes de estado". Foi inspirada no modelo federalista estadunidense, permitindo que se organizassem de acordo com seus peculiares interesses, desde que não contradissessem a Constituição. Exemplo: a constituição do estado do Rio Grande do Sul permitia a reeleição do presidente do estado.
Consagrou a existência de apenas três poderes independentes entre si, o Executivo, o Legislativo e o Judiciário. O antigo Poder Moderador, símbolo da monarquia, foi abolido. Os membros dos poderes Legislativo e Executivo seriam eleitos pelo voto popular direto, caracterizando-os como representantes dos cidadãos na vida política nacional.
O regime de governo escolhido foi o presidencialismo. O mandato do presidente da República, eleito pelo voto direto, seria de quatro anos, sem direito à reeleição para o mandato imediatamente seguinte, sem contudo haver impedimentos para um mandato posterior. Tanto é que Rodrigues Alves foi o primeiro presidente reeleito do Brasil – apesar de não ter assumido por morrer às vésperas da posse por gripe espanhola. O mesmo valia para o vice-presidente. É interessante notar que, à época, o vice-presidente era eleito independentemente do candidato à presidência da República, o que em princípio permitia a escolha do da oposição, o que dificultava o Governo. Também, no caso de morte ou renúncia do Presidente, seu vice assumia apenas até serem realizadas novas votações, não tendo que ficar até ser completado o respectivo quadriênio, como ocorre atualmente. Claro que isso deu margem a alguns vice-presidentes, como Delfim Moreira, para prolongarem seus mandatos, dificultando a promoção de novas eleições presidenciais. Por fim, as eleições para Presidente e vice ocorriam no último ano do mandato presidencial, em 1.º de março, sendo os eleitos empossados em 15 de novembro.

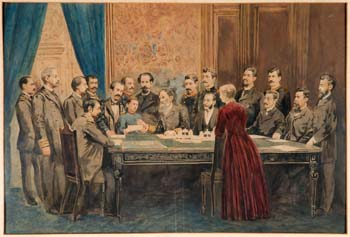
Gustave Hastoy: Assinatura do projeto da Constituição de 1891, c. 1891. Fundação Casa de Rui Barbosa, Rio de Janeiro

Aurélio de Figueiredo: Juramento da Constituição, c. 1891. Promulgada a 1ª Constituição Republicana assumem o poder os marechais Manuel Deodoro da Fonseca e Floriano Peixoto

Quanto às regras eleitorais, determinou-se que o voto no Brasil continuaria "a descoberto" (não secreto) — a assinatura da cédula pelo eleitor tornou-se obrigatória — e universal. Por "universal" entenda-se o fim do voto censitário, que definia o eleitor por sua renda, pois ainda se mantiveram excluídos do direito ao voto os analfabetos, os praças-de-pré, os religiosos sujeitos à obediência eclesiástica e os mendigos. Além disso, reservou-se ao Congresso Nacional a regulamentação do sistema para as eleições de cargos políticos federais, e às assembleias estaduais a regulamentação para as eleições estaduais e municipais, o que mudaria apenas a partir da constituição de 1934, com a criação da Justiça Eleitoral. Ficou mantido o voto distrital, com a eleição de três deputados para cada distrito eleitoral do país.
Definiu-se, também, a separação entre a Igreja e o Estado: as eleições não ocorreriam mais dentro das igrejas, o governo não interferiria mais na escolha de cargos do alto clero, como bispos, diáconos e cardeais, e extinguiu-se a definição de paróquia como unidade administrativa — que antigamente poderia equivaler tanto a um município como também a um distrito, vila, comarca ou mesmo a um bairro (freguesia). Além disso, o País não mais assumiu uma religião oficial, que à altura era a católica, e o monopólio de registros civis passou ao Estado, sendo criados os cartórios para os registros de nascimento, casamento e morte, bem como os cemitérios públicos, onde qualquer pessoa poderia ser sepultada, independentemente de seu credo. O Estado também assumiu, de forma definitiva, as rédeas da educação, instituindo várias escolas públicas de ensino fundamental e intermediário. O artigo 72, §6º da Constituição de 1891 proibiu o ensino religioso em estabelecimentos públicos. Essa separação viria a irritar a Igreja, aliada de última hora dos republicanos e que só se reconciliaria com o Governo durante o Estado Novo, bem como ajudaria a incitar uma série de revoltas, como a Guerra de Canudos.
Por fim, extinguiam-se os foros de nobreza, bem como os brasões particulares, não se reconhecendo privilégio aristocrático algum. É certo que alguns poucos, geralmente os mais influentes entre os republicanos, mantiveram seus títulos nobiliárquicos e brasões mesmo em plena República, como o barão de Rio Branco, mas isso mais por respeito e cortesia. Há que se ressaltar que, pela nova constituição, o brasileiro que aceitasse alguma titulação estrangeira que contradissesse os preceitos republicanos da carta de 1891, sem autorização expressa do Congresso, perderia seus direitos políticos. Também, as antigas ordens honoríficas imperiais que ainda remanesciam, a Imperial Ordem do Cruzeiro e da Imperial Ordem de Avis, foram oficialmente extintas, sendo posteriormente substituídas pelas ordens Nacional do Cruzeiro do Sul e do Mérito Militar — que mantiveram muitas das características de suas antecessoras. Essa continuidade simbólica também se fez notar no pavilhão nacional e no hino, cuja música já era considerada, de forma não oficial, o hino nacional desde o Segundo Reinado.
Visando fundamentar juridicamente o novo regime, a primeira constituição republicana do país foi redigida à semelhança dos princípios fundamentais da carta estadunidense, embora os princípios liberais democráticos oriundos daquela Carta tivessem sido em grande parte suprimidos. Isto ocorreu porque as pressões das oligarquias latifundiárias, por meio de seus representantes, exerceram grande influência na redação do texto desta constituição, daí surgindo o Federalismo, objetivo dos cafeicultores paulistas para aumentar a descentralização do poder e fortalecer oligarquias regionais, esvaziando o poder central, especialmente o militar. A influência paulista, à época detentora de ⅚ do PIB nacional, é determinante, tendo ali surgido o primeiro partido republicano, formado pela Convenção de Itu. Posteriormente, aliar-se-iam aos republicanos fluminenses e mineiros, e aos militares.

## Principais pontos

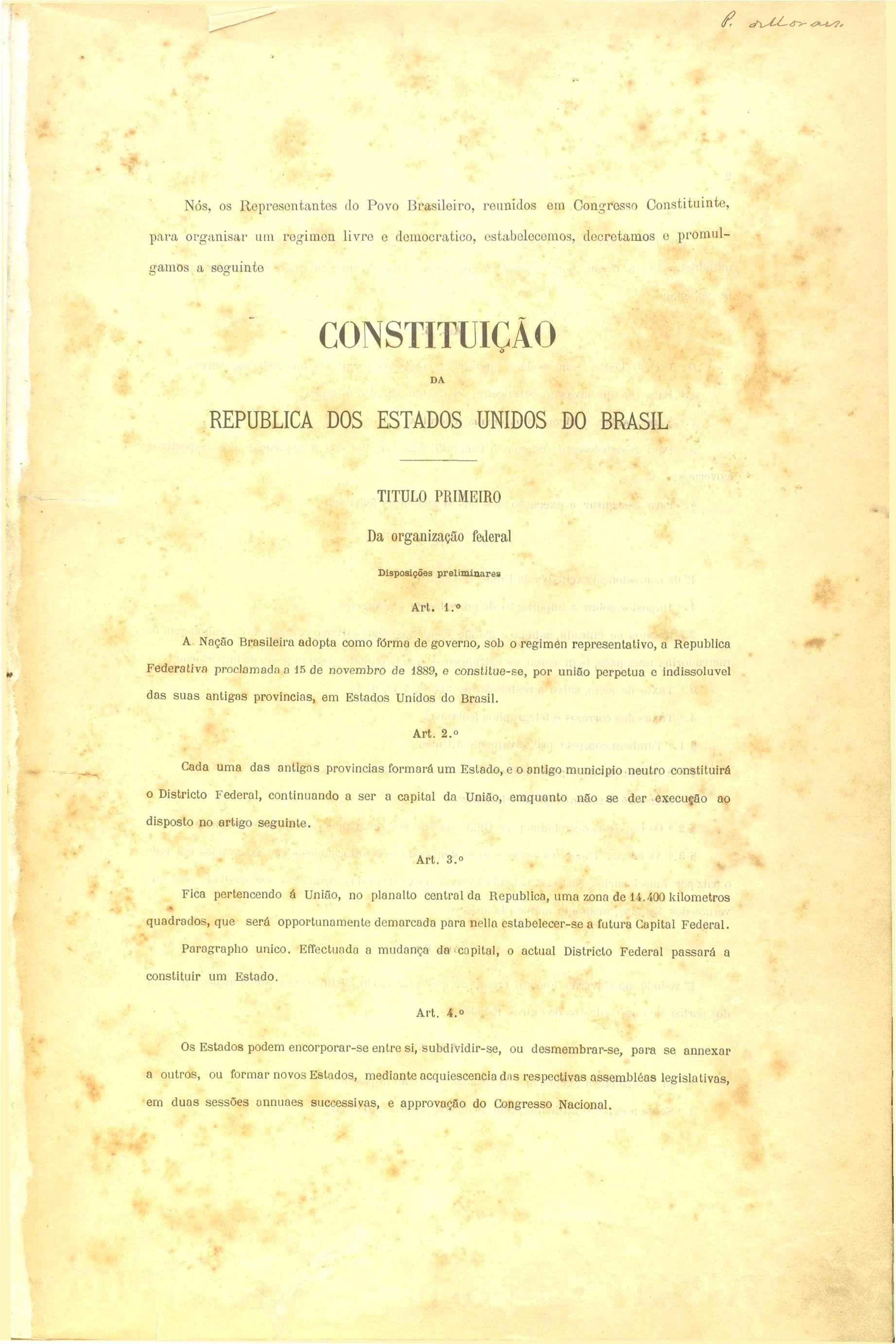
Página 1

Os principais pontos da Constituição foram:
- Abolição das instituições monárquicas;
- Os senadores deixaram de ter cargo vitalício;
- O vice-presidente da República exerceria ao mesmo tempo a presidência do Senado;[1]
- Sistema de governo presidencialista;
- O presidente da República passou a ser o chefe do Poder Executivo;
- As eleições passaram a ser pelo voto direto, mas continuou a ser descoberto (não secreto);
- Os mandatos tinham duração de quatro anos para o presidente, nove anos para senadores e três anos para deputados federais;
- Não haveria reeleição de Presidente e vice para o mandato imediatamente seguinte, não havendo impedimentos para um posterior a esse;
- Os candidatos a voto efetivo seriam escolhidos por homens maiores de 21 anos, à exceção de analfabetos, mendigos das praças, soldados, mulheres, religiosos sujeitos ao voto de obediência;
- Ao Congresso Nacional cabia o Poder Legislativo, composto pelo Senado e pela Câmara de Deputados;
- As províncias passaram a ser denominadas estados, com maior autonomia dentro da Federação;
- Os estados da Federação passaram a ter suas constituições hierarquicamente organizadas em relação à constituição federal;
- A Igreja Católica foi desmembrada do Estado Brasileiro, deixando de ser a religião oficial do país.

Além disso, consagrava-se a liberdade de associação e de reunião sem armas, assegurava-se aos acusados o mais amplo direito de defesa, aboliam-se as penas de galés, banimento judicial e de morte, instituía-se o habeas-corpus e as garantias de magistratura aos juízes federais (vitaliciedade, inamovibilidade e irredutibilidade dos vencimentos).
- Consagrado artigo especial (Art. 3.°) passando para a União a propriedade de uma área de 14 400 quilômetros quadrados destinada à futura a transferência da capital do Brasil para o planalto central.[5][6]
- Quanto a classificação: promulgada, rígida, codificada, escrita, material e sintética.

## Impressões
O exemplar da época, com as assinaturas dos constituintes, está sob guarda do Arquivo Nacional do Brasil.
No mesmo ano da promulgação a Imprensa Nacional publicou uma histórica edição fac-símile, da cópia do autógrafo da Câmara dos Deputados, contendo as assinaturas de todos os membros da constituinte.